# 라오스 왕궁 박물관

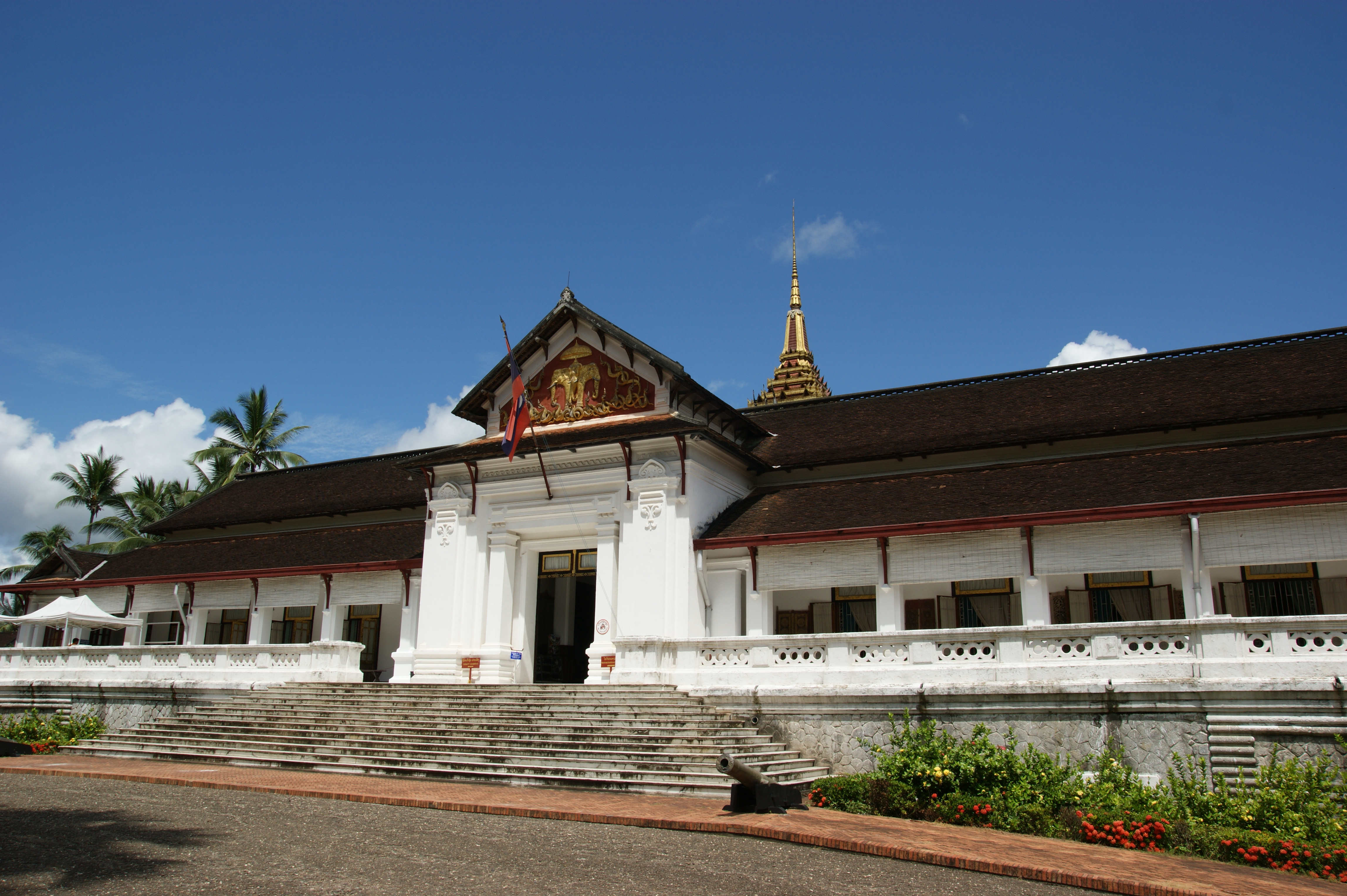
루앙프라방의 왕궁

라오스 왕궁 박물관(라오어: ຫໍພິພິທະພັນແຫ່ງຊາດຫຼວງພະບາງ)은 라오스의 궁정이자 박물관으로서 공식적인 이름은 하우 캄(Haw Cham)이다. 1904년 루앙프라방 지방에 왕족을 위해 지어졌다. 궁전은 외부 인사가 왕가를 방문했을 시 인근강가에서 바로 머물 수 있도록 하기 위해 만들어졌다. 당대의 왕이었던 시사방봉(Sisavang Vong)이 승하하면서 왕자였던 사방 밧타나(Savang Vatthana)가 최후의 주인이 되었다. 1975년 공산주의자들에 의해 왕정이 붕괴하였으며 가족들은 따로 유폐되었고 박물관으로 용도변경되었다.

## 건물
사실상 지어질 당시 프랑스 식민시기였으므로 궁전은 라오스 전통 방식과 프랑스의 미술 양식이 접목되어 쌍의 십자형 모양을 출구부터 이루고 있다. 계단은 이탈리아 대리석으로 만들어졌으며 전체에 전통 조각이 놓여 있다.
입구 오른쪽에는 왕의 응접실이 있으며 지금까지의 왕들 흉상이 벽에 있다. 프랑스의 화가가 그린 전통 양식을 담은 그림도 있으며 각 벽에는 매일매일의 시간마다 빛에 따라 색깔이 달라진다. 한쪽 측면에서 들어오는 빛 때문으로 이 색이나 느낌이 시간을 알려주기도 한다.
오른쪽 측면에는 프라 방이라고 하는 불상이 서있다. 수많은 수집품이 있으며 대개는 순금이나 은, 청동 합금으로 된 것이다. 프라 방이라고 하는 부처상은 83cm이며 무게만 50kg에 달한다. 왼편에는 갖가지 회화 작품이 있는 또다른 응접실이 있다. 은제품이나 도자기가 있는데 이것들은 미얀마, 캄보디아, 폴란드, 헝가리, 일본, 베트남, 미국, 캐나다, 오스트레일리아 등의 국가원수가 선물한 것이다. 사회주의 국가와 자본주의 국가가 따로 진열되어 있다.
왼쪽으로 가면 여왕의 방이었던 곳이 나온다. 큰 왕실 초상화가 그려져 있으며 이것은 1967년 러시아의 화가 일랴 글라즈노브가 그린 것이다. 또한 중국, 베트남과의 친선을 표시하는 우호기도 걸려져 있다.
안으로 더 들어가면 침실이 나오며 1975년 왕이 승하하기 전까지 왕가가 머물던 곳이다. 왕가 훈장와 트로피도 전시되어 있다. 왕좌에는 라오스의 왕관 옥쇄가 있다.